# 袁勃 (诗人)
袁勃（1911年—1967年），原名何凤文。曾用名何苞九，男，河北广宗人，中国诗人、文艺评论家、报刊活动家，曾任中共云南省委宣传部部长，云南省作家协会主席。